# Venusia albinea
Venusia albinea är en fjärilsart som beskrevs av Louis Beethoven Prout 1938. Venusia albinea ingår i släktet Venusia och familjen mätare. Inga underarter finns listade i Catalogue of Life.